# Боцюрків Іларій
Іларій Боцюрків (23 жовтня 1898, м. Монастириська, нині Тернопільська область, Україна — 8 червня (за іншими даними 8 травня) 1968, м. Калґарі, провінція Альберта, Канада) — підприємець, громадський діяч у Канаді українського походження.

## Життєпис
Народився 23 жовтня 1898 року в м. Монастириська, нині Тернопільська область, Україна (тоді Бучацький повіт, Королівство Галичини і Володимирії, Австро-Угорська імперія).
Під час І-ї світової війни — вояк армії Австро-Угорщини. У 1918–1920 роках — старшина УГА.
1927 року еміґрував до Канади (Едмонтон), мав тут власне підприємство «Clean Dry Claeners» (від 1935 року). В Едмонтоні: голова Крайової централі (1953 р.), Єпархіяльної управи Братства українців-католиків Українського Народного Дому. Діяч управ Допомогового товариства св. Миколая та української кредитівки. Працював у гетьманській організації, діяльний у драмгуртку та хорі, «Рідній школі», радіопередачах. Співорганізатор відділу Конґресу Українців Канади (КУК) та Об'єднання лицарів Колумба.
Від 1962 року провадив мотель у Радіюм Гот Спринґс. Від 1967 року — у Калґарі.

## Зауваги
1. ↑  У статті про нього у виданні Енциклопедія Сучасної України помилково подали світлину Боцюрківа Іларіона